# Mysłoboje
Mysłoboje (biał. Мыслабаж, Mysłabaż; ros. Мыслобож, Mysłoboż) – wieś na Białorusi, w obwodzie brzeskim, w rejonie lachowickim, w sielsowiecie Nacza, w pobliżu lachowickiego zbiornika retencyjnego na Szczarze.

## Historia
W XIX i w początkach XX w. położone były w Rosji, w guberni mińskiej, w powiecie słuckim.
W dwudziestoleciu międzywojennym leżały w Polsce, w województwie nowogródzkim, w powiecie baranowickim, w gminie Lachowicze. W 1921 miejscowość liczyła 340 mieszkańców, zamieszkałych w 66 budynkach, w tym 209 Polaków, 124 Białorusinów i 7 Żydów. 324 mieszkańców było wyznania prawosławnego, 9 rzymskokatolickiego i 7 mojżeszowego.
Po II wojnie światowej w granicach Związku Sowieckiego. Od 1991 w niepodległej Białorusi.